# Leone Jei
Leone Jei (né Hay El Desta Ali le 26 mars 2012), est un cheval hongre inscrit au registre généalogique KWPN à la robe grise, connu pour sa grande taille et son port de queue relevé. Il est monté en saut d'obstacles par le cavalier suisse Martin Fuchs.
Il est sacré vice-champion d'Europe de saut d'obstacles en 2021. 

## Histoire
Leone Jei naît le 26 mars 2012 sur la commune d'Udenhout, près de Bois-le-Duc, aux Pays-Bas. Son éleveur Gijs van Mersbergen le baptise initialement Hay El Desta Ali, un nom qu'il a trouvé sur Internet,. Il l'apprécie beaucoup étant poulain pour son caractère ardent, mais décède avant d'assister aux succès de son cheval sur la scène sportive internationale.
Hay El Desta Ali est monté jeune cheval par Koen Lemans, qui rencontre initialement quelques difficultés en raison de son fort tempérament. Il est alors la propriété d'Emiel Hendrix, qui contacte le cavalier suisse Martin Fuchs en lui disant avoir trouvé un cheval de niveau Grand Prix « très spécial ». Adolfo Juri l'acquiert et le confie en 2019 au cavalier suisse Martin Fuchs, dont il devient peu à peu l'une des montures de tête. C'est après cette acquisition qu'il est rebaptisé Leone Jei. Fuchs témoigne avoir adoré ce cheval dès le premier regard. 
Il participe avec lui à ses premières épreuves internationales alors que Leone Jei a huit ans. Le championnat d'Europe de Riesenbeck en 2021 est sa première grosse échéance. Il participe aussi à l'obtention de la qualification de la Suisse aux Jeux olympiques d'été de 2024 à Milan.
Leone Jei est l'un des trois chevaux avec lesquels Martin Fuchs envisage de participer aux Jeux olympiques de Paris en 2024.

## Description

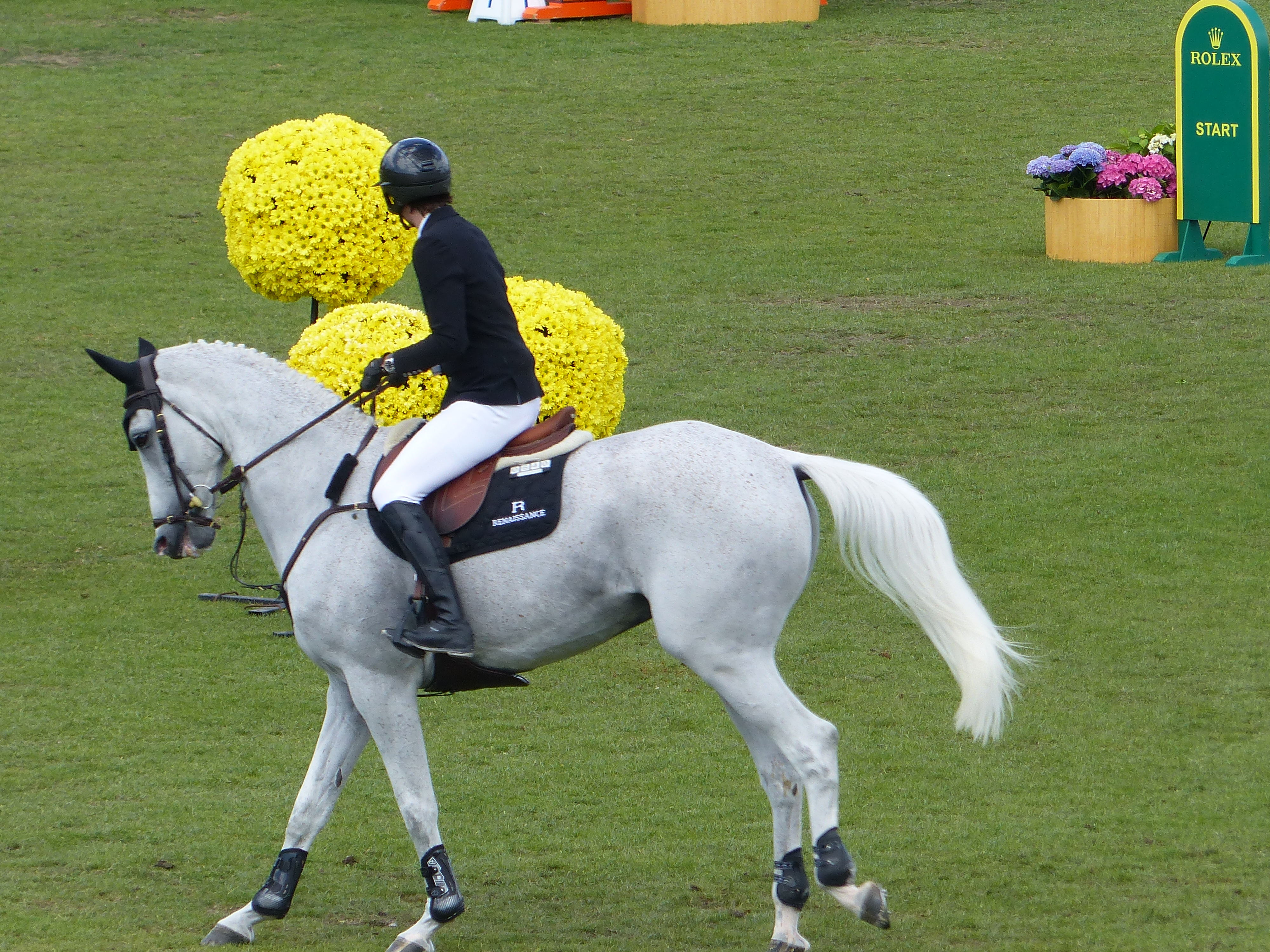
Leone Jei monté par Martin Fuchs au CSIO de La Baule de 2024.

Leone Jei est un hongre de robe grise, inscrit au stud-book néerlandais du KWPN,. 
Il dispose d'énormes moyens à l'obstacle et d'une grande amplitude. C'est un cheval doté de beaucoup de sang, aussi Martin Fuchs travaille à le rendre calme et détendu pendant l'échauffement.
Il possède un port de queue particulier et caractéristique, qui lui procure un style atypique.

## Palmarès

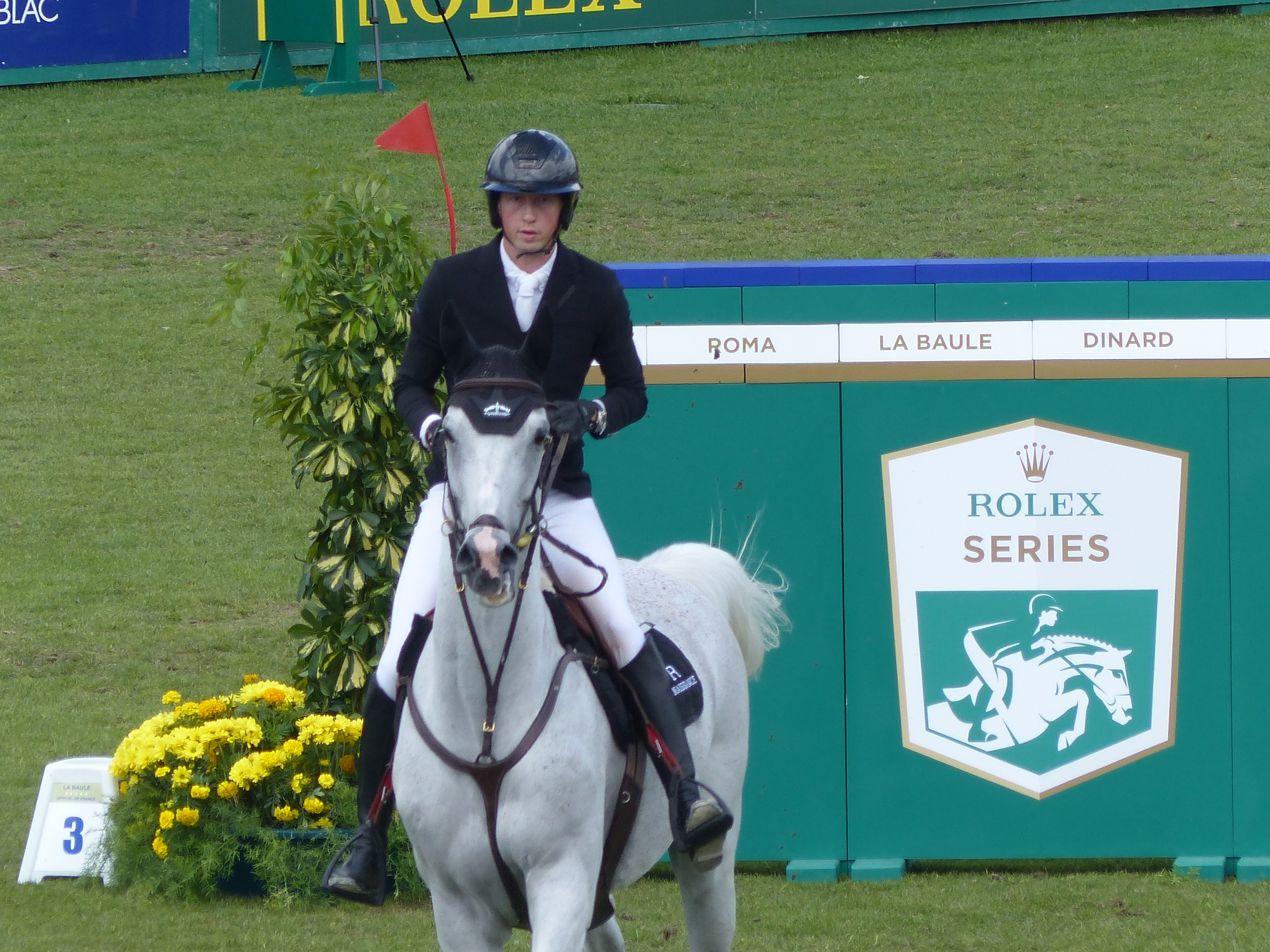
Leone Jei monté par Martin Fuchs au CSIO de La Baule de 2024.

Il a fait gagner à ses propriétaires la somme impressionnante d'1,3 million d'euros en l'espace de trois ans de compétitions.
- 2021 : champion d'Europe de saut d'obstacles par équipes et vice-champion d'Europe en individuel à Riesenbeck, avec Martin Fuchs[5] ;
- 2022 : 11e individuel à l'étape Coupe du monde de saut d'obstacles de Herning ; 10e individuel à la finale Coupe du monde d'Omaha[5] ;
- septembre 2023 : vainqueur du CSIO 5* de Calgary[8]
- mars 2024 : vainqueur du Grand Prix du CSIO5* d'Ocala[9] ;
- mai 2024 : vainqueur du Grand Prix du Royal Horse Show de Windsor[7].

## Origines
D'après Maartje van der Velden, petit-fille de l'éleveur Gijs van Mersbergen, ce dernier choisissait le plus souvent l'étalon Cardento comme reproducteur, mais a choisi Baltic VDL pour sa jument poulinière Dara, en estimant qu'elle lui correspondrait mieux. 
Ses origines sont néerlandaises, allemandes, belges et françaises. C'est un fils de l'étalon KWPN Baltic VDL, sa mère Mom's Dara étant une jument KWPN issue de l'étalon Holsteiner Corland,,,. 
Il présente 46,32 % d'origines génétiques Pur-sang selon le site web Hippomundo.